# بخش خنجین
بخش خنجین یکی از دو بخش شهرستان فراهان در استان مرکزی ایران است. این بخش مشتمل بر شهر خنجین به شرح زیر است:

## جمعیت
بنابر سرشماری مرکز آمار ایران، جمعیت بخش خنجین در سال ۱۳۹۰ برابر با ۱۲۹۳۴ نفر بوده‌است که از این میان ۶۴۷۳نفر مرد و بقیه زن بوده‌اند. این بخش ۳۸۴۲ خانوار دارد